# یواس‌اس کنکورد (۱۸۲۸)
یواس‌اس کنکورد (۱۸۲۸) (به انگلیسی: USS Concord (1828)) یک کشتی بود که طول آن ۱۲۷ فوت (۳۹ متر) بود. این کشتی در سال ۱۸۲۸ ساخته شد.